# Orthion oblanceolatum
Orthion oblanceolatum Lundell – gatunek roślin z monotypowego rodzaju Orthion w obrębie rodziny fiołkowatych (Violaceae). Występuje naturalnie w Meksyku (w stanach Veracruz, Chiapas i Oaxaca) oraz Gwatemali, jednak inne źródła podają go z Hondurasu, Nikaragui, Kostaryki i Panamy. 

## Morfologia
PokrójZrzucające liście drzewo dorastające do 9–15 m wysokości.
LiścieBlaszka liściowa ma lancetowaty kształt. Mierzy 7,5–23 cm długości, jest piłkowana na brzegu, ma klinową nasadę i spiczasty wierzchołek.
KwiatyZebrane w gęstych wierzchotkach o długości 3,5–11 cm, wyrastają z kątów pędów. Mają 5 wolnych działek kielicha, są nierówne, o odwrotnie jajowatym kształcie i dorastające do 2 mm długości. Płatków jest 5, są wolne, nierówne, przedni płatek jest owłosiony i mierzy 3 mm długości.
OwoceTrójboczne torebki mierzące 10-15 mm średnicy.

## Biologia i ekologia
Rośnie w lasach. 